# Transformers - Războiul lor în lumea noastră
Transformers - Războiul lor în lumea noastră (2007) este un film american științifico-fantastic de acțiune bazat pe seria de figurine de acțiune Transformers. Filmul este regizat de Michael Bay, iar Steven Spielberg este producător executiv. În rolurile principale interpretează Shia LaBeouf ca Sam Witwicky, Megan Fox, Josh Duhamel, Tyrese Gibson, Jon Voight, Anthony Anderson și John Turturro. Actorii Peter Cullen și Hugo Weaving interpretează vocea lui Optimus Prime și respectiv a lui Megatron.